# San Ignacio Miní

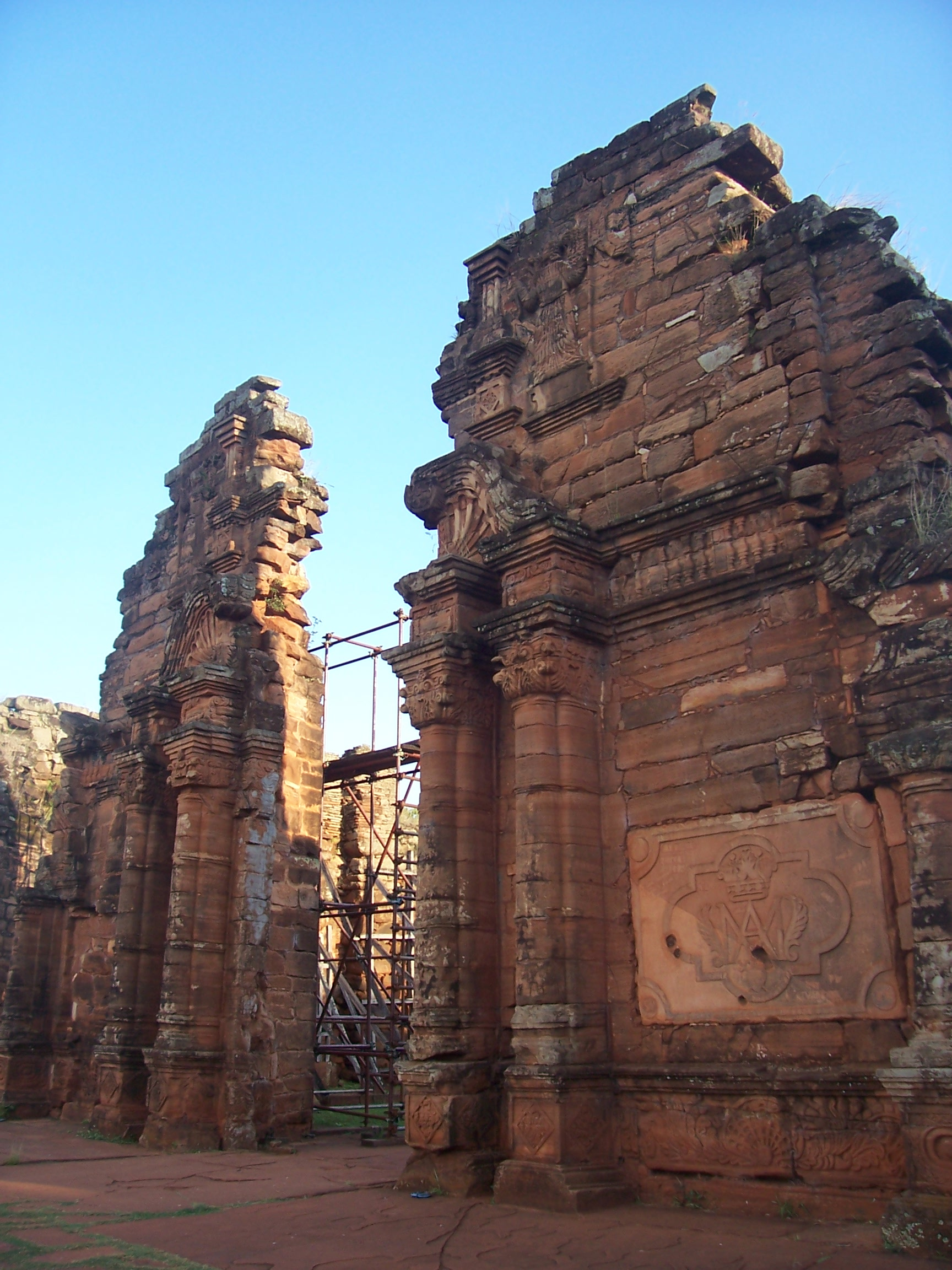
Ruinen von San Ignacio Mini

San Ignacio Miní ist eine ehemalige Jesuitenreduktion, die von Roque González de Santa Cruz gegründet wurde. Sie befindet sich im Ort San Ignacio 63 Kilometer nordöstlich von Posadas in Argentinien. Die ersten Jesuiten kamen 1610 in dieses Gebiet und gründeten diese Reduktion zunächst an einer anderen Stelle, bis die Mission schließlich im Jahr 1696 am Ort der heutigen Ruinen errichtet wurde. Die Reduktionen dienten dazu, die einheimischen Guaraní zu missionieren.
In der Blütezeit von San Ignacio Miní um 1730 wohnten hier etwa 4.000 Personen (Missionare und Guaraní).
Als die Jesuiten von den Spaniern 1767 aus Südamerika vertrieben wurden, verließen die Guaraní die Reduktion, und die Stadt blieb verlassen. 1984 wurde sie gemeinsam mit drei weiteren Missionen in Argentinien von der UNESCO zum Weltkulturerbe erklärt.